# 密西根州議會大廈
密西根州議會大廈（英語：Michigan State Capitol）是美国密歇根州议会、州長及副州長的辦公场所，現今已被列入美國國家歷史地標的保護之內。密西根州的第一棟議會大廈原本坐落於密西根州最初的首府底特律，1847年為了發展密西根州的西部內陸地區以及遠離當時駐紮在加拿大溫莎的英軍而搬到蘭辛。现存的建築是第三棟州議會大廈，而第二棟則是一座木建筑。目前使用的建築是1879年启用的，其建築風格以新古典主義為主，並在經過了三年的修整後於1992年完工。

## 歷史

### 第一棟州議會大廈

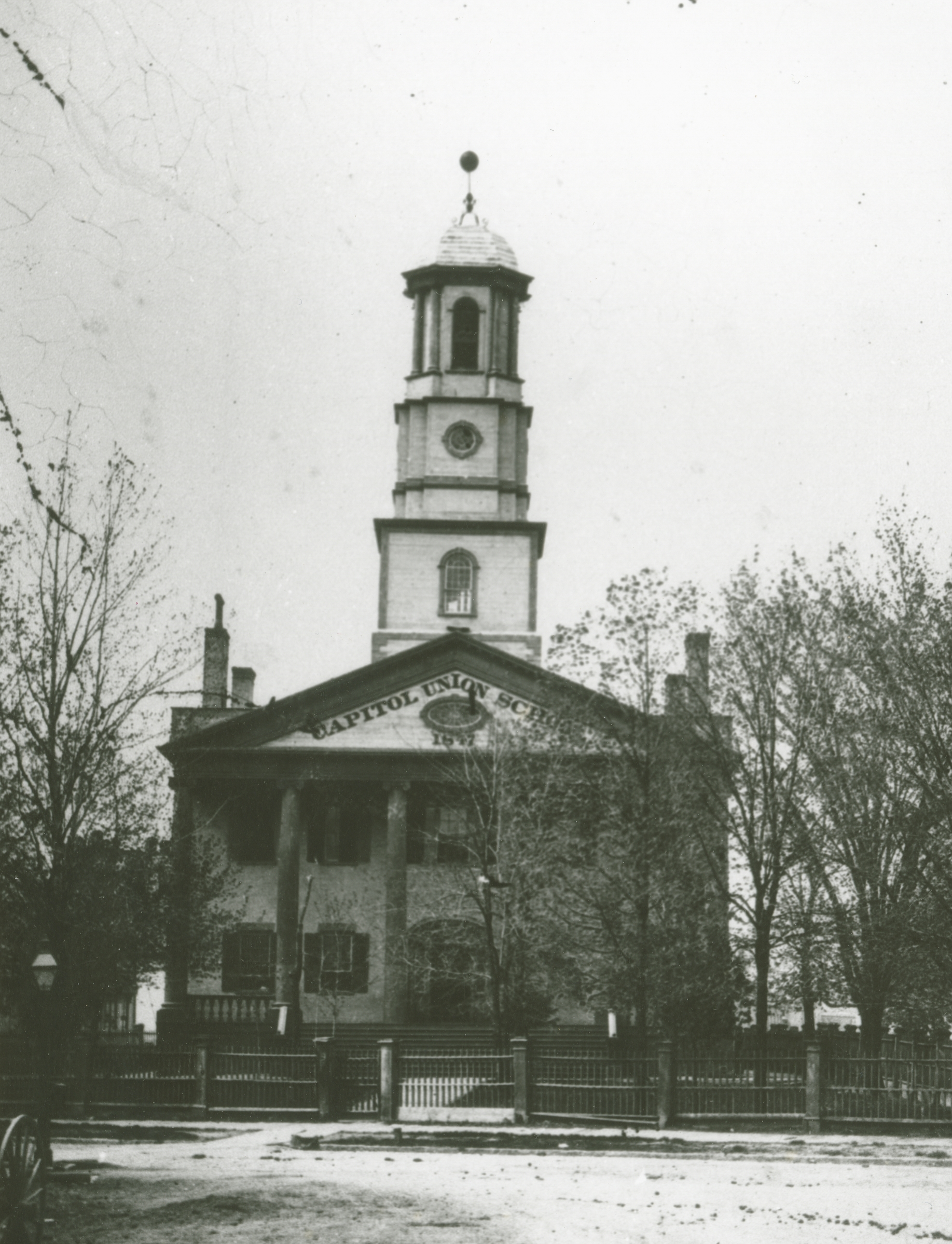
位於底特律的密西根州最初的議會大廈，时间约在1847年

1787年7月13日北美第二次大陸會議通過了西北法令，该法令决定从五大湖附近地区分出一部分设立西北領地，其中也包括今天密西根州的地域范围。1805年時，美國國會又从西北領地中分出密西根領地。1832年，密西根領地提出设州的请求，但是當時由於與俄亥俄州争夺重要港口城市托萊多的所属权而未果。密西根領地遂於1835年未經美國國會批准自行成立州政府，并将有争议的托萊多地區划入自己的管辖范围。
密西根領地因與俄亥俄州长期争夺托萊多而最终導致1835年的托萊多戰爭，所幸这场戰爭並沒有造成实质性的武装衝突。1836年12月，在美國國會及時任總統安德魯·傑克遜的干预下，密西根州政府最終同意放棄对托萊多地區的所有权，以換取國會對密西根州的承认。除此之外，密西根州还获得了密西根上半島以補償由于放棄托萊多所造成的損失。密西根州最終於1837年1月26日，正式成為美國的第26個州，並将其首府设於底特律。
第一棟州議會大廈原本是1832年建成的「地區法院」。這是密西根州第一座（Greek Revival）希臘復興式风格的砖石建筑。其主要特徵是有愛奧尼柱的門廊（Portico）以及42（140英尺）高的中央塔樓，其總造價為24,500美元。密西根地區政府及州議會在這棟大廈里办公直到1848年搬入位于蘭辛的新州議會大廈。此後这棟建筑成為底特律的第一所公立高中及圖書館，直到1893年毀于火災。

### 第二棟州議會大廈
根據1835年實行的密西根州憲法：
|  | 本州首府所在地為底特律或其他任何由法律规定的地點，但在1847年后州議會必須确定一個永久的地點。 |

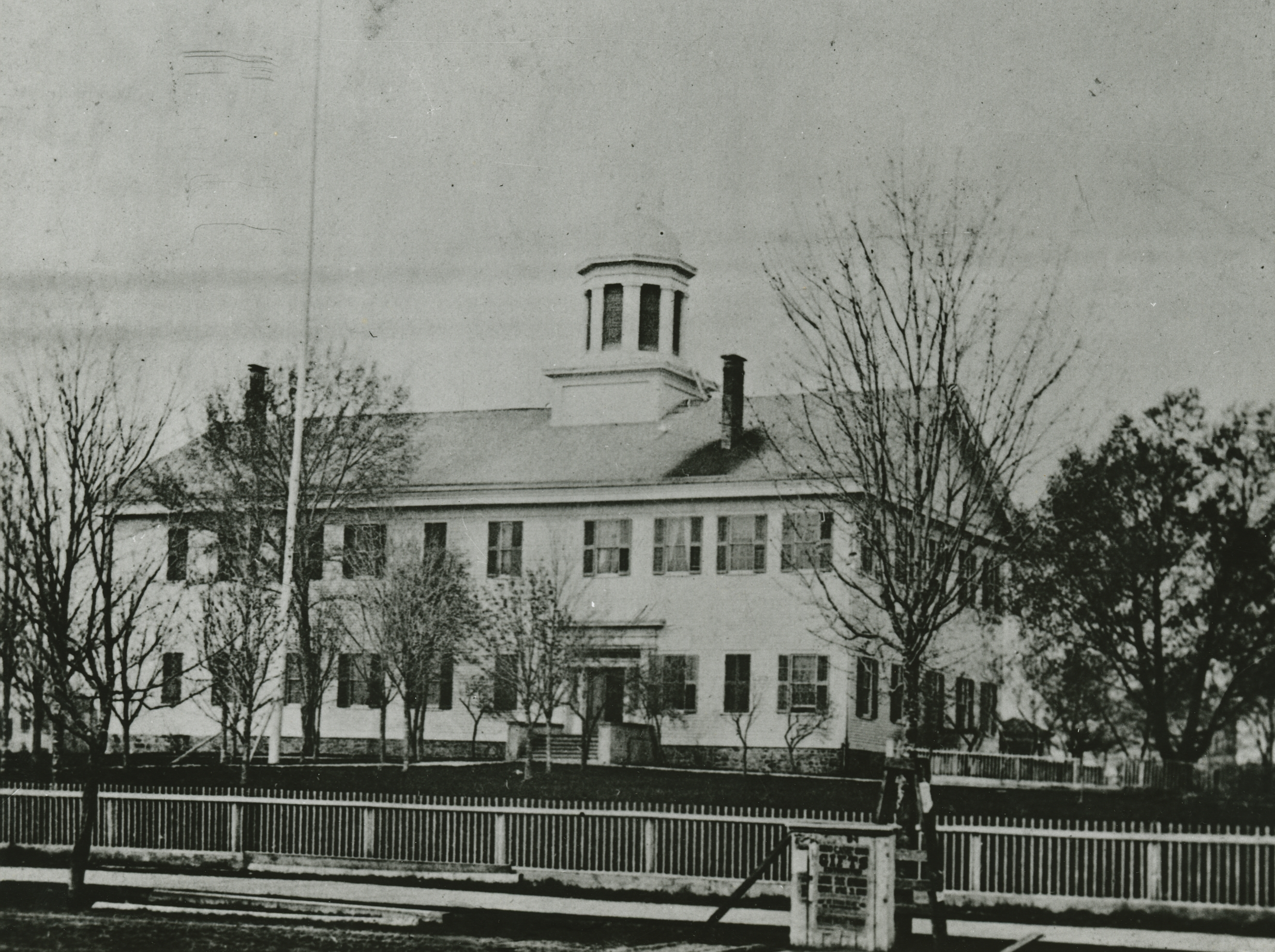
在1882年前的原本蘭辛州議會大廈

根据该条憲法条文，密西根州議會的各城鎮代表纷纷为各自所属地区争取成为新的州首府。
由於底特律是當時的首府，所以其代表一直试图讓州首府留在底特律，但是由於密西根州的西部內陸地區的許多城鎮正在快速發展，再加上底特律曾在1812年戰爭中被英軍佔領过，而當時安大略省的溫莎與底特律河之間的美加邊界也有美英雙方的軍隊部署著，所以若將州政府搬離美加边境也能增强首府的防衛能力，進而得以避免戰爭發生時首府再次被佔領。同時美國因与英國争夺俄奧勒岡領地，在底特律修筑了一座新的要塞——偉恩堡（Fort Wayne），如果戰爭爆發，那麼位於底特律的首府則是首當其衝。此外，支持搬遷的人士也著眼於促進密西根州西部內陸的經濟開發，及讓政府更全面的接觸西部人民。
其他與底特律競爭新首府的城市还包括安娜堡、傑克遜、以及大急流城。競爭的程度激烈到其中一個候選城市—馬歇爾—的官員在結果出來之前就已經開始建造新的州長官邸。在經過激烈的辯論之後，州參議員喬瑟夫·H·基爾柏(Joseph H. Kilbourne)提出將在當時默默無名的蘭辛作為新的首府，最後在1847年州議會終於同意將位於安娜堡以北、底特律以西、以東的蘭辛作為一個合適的妥協地點。州議會隨後將其命名為密西根鎮（Town of Michigan），不過在1848年又恢復為原名蘭辛。
蘭辛的新州政府大樓于1847年時動工兴建，同時在隔一條路的地方建造了一座楼房作为州政府的临时办公地点。该座楼房是一幢简易的兩層木制建筑，外面塗有白漆外加綠色木製遮陽板，頂端則有錫製圓頂，總建造為$22,952.01美元。當1879年新的永久州府大樓落成後，该临时建筑出售作为工廠，不幸與第一棟州議會大廈一樣，在1882年也毀于火灾。

### 第三棟州議會大廈

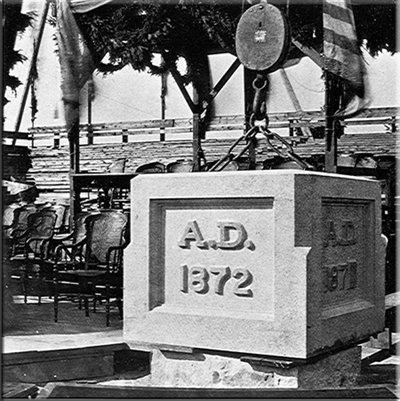
目前使用的州議會大廈基石正在被放置入土。

1870年代初，當時的州長亨利·P·包德溫（Henry P. Baldwin）提出一项关于建造永久性州議會大廈的預算案，1871年3月31日，州議會通過这项議案。這座新的建築總共花費120萬美元，預計需用六年的收入稅来偿清这笔費用。
1872年，來自斯普林菲爾德的伊來迦·E·邁爾斯（Elijah E. Myers）被選為新州議會大廈的設計師。他的設計名為簡單端莊的（意為「我將守護」）。邁爾斯的設計主要使用類似美國國會大廈設計的中央圓頂與兩側的延伸大樓，隨後他还設計了科羅拉多州以及德州的州議會大廈以及愛達荷的地區政府大廈，他是設計州政府大廈最多的建築師。整個計畫於1873年10月2日在7000名蘭辛市民以及三萬名參觀者的歡呼之下動土興建。整個工程在1878年底正式完工。這棟新的州議會大樓在1879年1月1日時隨著州長查爾斯·克羅斯威爾（Charles Croswell）的宣誓典禮同时启用。
美國內戰後，位於蘭辛的州政府大廈的防火設計在美國國內引起了一陣興建防火建築的風潮。除了防火的設計外，其他特點有提供足夠的空間以便於容納新增加的政府處室，以及包括了一個專門收藏具有歷史意義的美國內戰物品。在經過多年的使用後，大廈原本與建築物相仿的淡金色圓頂被重新漆成純白色。1989年，州議會通過一项全面歷史整修的預算案，该整修在1992年完成。這個整修亦將圓頂復原為原本的米白金色，並進行了內步整修，加入了許多殘障設施，以及恢復許多原本的內部設計裝飾。密西根州議會大廈在1971年1月25日時被列美國國家史蹟名錄上，並在1992年10月7日被列入美國國家歷史地標。

## 今日的州議會大廈

### 建築內部

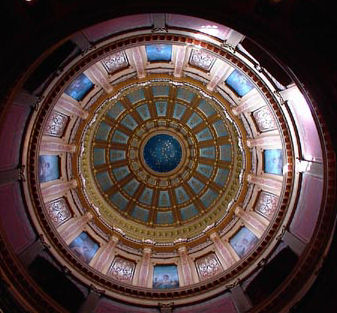
由密西根州議會大廈的一樓大廳仰望圓頂

密西根州議會大廈自地面到圓頂頂端的總高為81.3（267英尺），長為128（420英尺），寬為83.4（274英尺），總佔地面積為4,700平方（1.161英畝），周長為463（1,520英尺）。該大廈有四層樓；一樓大廳有供公眾使用的出入口，在南走廊與北走廊端各有一個通達四樓的樓梯。由於州政府機關數量持續成長，過去一度足以使用的大廈空間現今已足以容納日益增多的辦公室機關。現今只有密西根州議會及其委員會及議員辦公室、州長與副州長辦公室還留在此大廈中。密西根最高法院過去所使用的處室現在已改為州參議院預算省查委員會辦公室使用。密西根圖書館暨歷史中心以及州圖書館則位於州府廣場的另一邊，而州議會大廈的正對面另建有兩棟州議會辦公室大樓。

在設計之初，原本的設計圖內有包括位於一樓走廊的「儲藏室」，這些「儲藏室」一直被使用為儲藏兵器及彈藥的庫房，其中一個位於南走廊西南角。原本的地板是由木頭地板舖製的，現今已被灰色瓷磚所替換。早期時是以瓦斯燈來照明室內，在1900年時整棟大樓全面裝置了電燈。現今的一樓為許多不同機關辦公室的所在處，其中包括州務卿辦公室、眾議院書記處辦公室、以及州議會大廈遊客資訊導覽服務處。

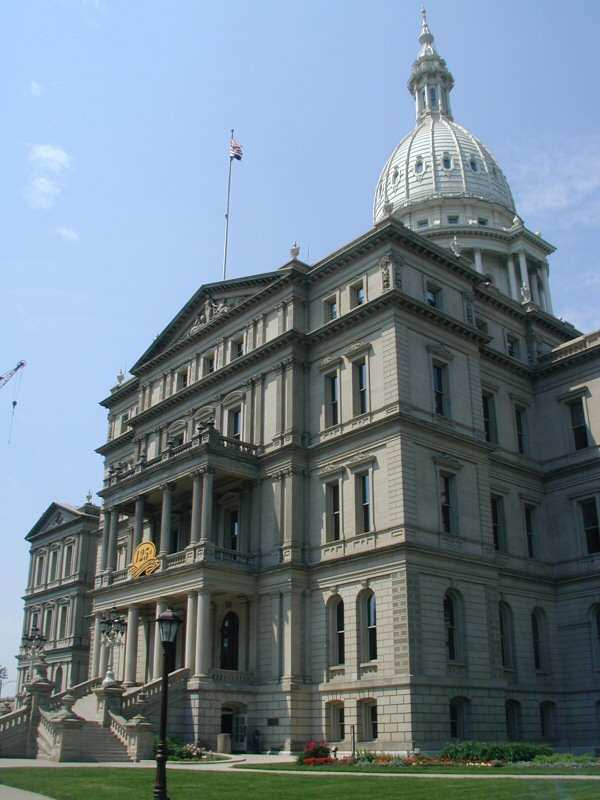
密西根州議會大廈

自一樓到三樓的黑白地磚是以佛蒙特大理石以及石灰石製成的，早期的門把則是以黃銅及青銅合金鑄成的，不過現今大部分的銅製門把都已經被竊走，而現在所使用的門把以及門軸都印有著州徽。整棟建築物的木工雖然表面上看起來是以胡桃木為主，不過其實是經過加工的密西根白松。
一樓圓形大廳的內部裝潢主要為鑄鐵造成的圓頂及繪於牆上的八幅壁畫。這八幅壁畫是在1886年完成的，起先原畫家保留匿名，現在發現是由所繪，他本人從來沒有到過密西根，所有創作都是他在他位於波士頓的住所內所完成的。一樓大廳的北面牆壁有著一座大鍾，被稱為。以前此鍾曾經是州議會大廈的時間標準，其歷史可以說是與此建築同時期的。1990年的修復計畫亦將之恢復原本的情況，現今這座鍾還在繼續使用中。
二樓有著州長辦公室與密西根州歷任州長畫像展覽室，此展覽室一直延伸到三樓。州長辦公室是1989-1992年修復計畫中最完整修復的地方之一。在州長辦公室內成列著一整套原始的擺飾及家具，這些都是在1876年由所生產的。密西根最高法院在過去是位於二樓南側，在1970年時整個法院因為空間不足而遷出此處，在經過多次遷移之後現在位於密西根司法大廈（Michigan Hall of Justice）。
三樓則是密西根州議會參眾兩院的議員辦公室，參議院的38名參議員的辦公室位於南側，眾議院的110名眾議員的辦公室則位於北側。自1996年7月15日起，所有州議會的開會過程都透過密西根政府電視錄影對外播放。另外在三樓走廊的兩端亦有公共展示廳。
雖然參眾兩院的議會廳有著相同的設計藍圖，但是其各自的內部裝潢卻是非常的不同。眾議院內部是以泥雕及青藍色為主軸，而參議院則是以藍色與金色為主。在眾議院議會廳入口前舖有著一塊呈現密西根州花的圓形地毯。眾議院長位於議會廳中央的座位前飾有著密西根州州徽。參議院較眾議院小，其院長為副州長，其發言台是以胡桃木製成的。現在參眾兩院都使用電腦投票系統，在牆上掛著電子顯示螢幕。兩院的議會廳都有著全頂透光天窗，天窗上繪有著美國五十州的州徽。

### 建築外部

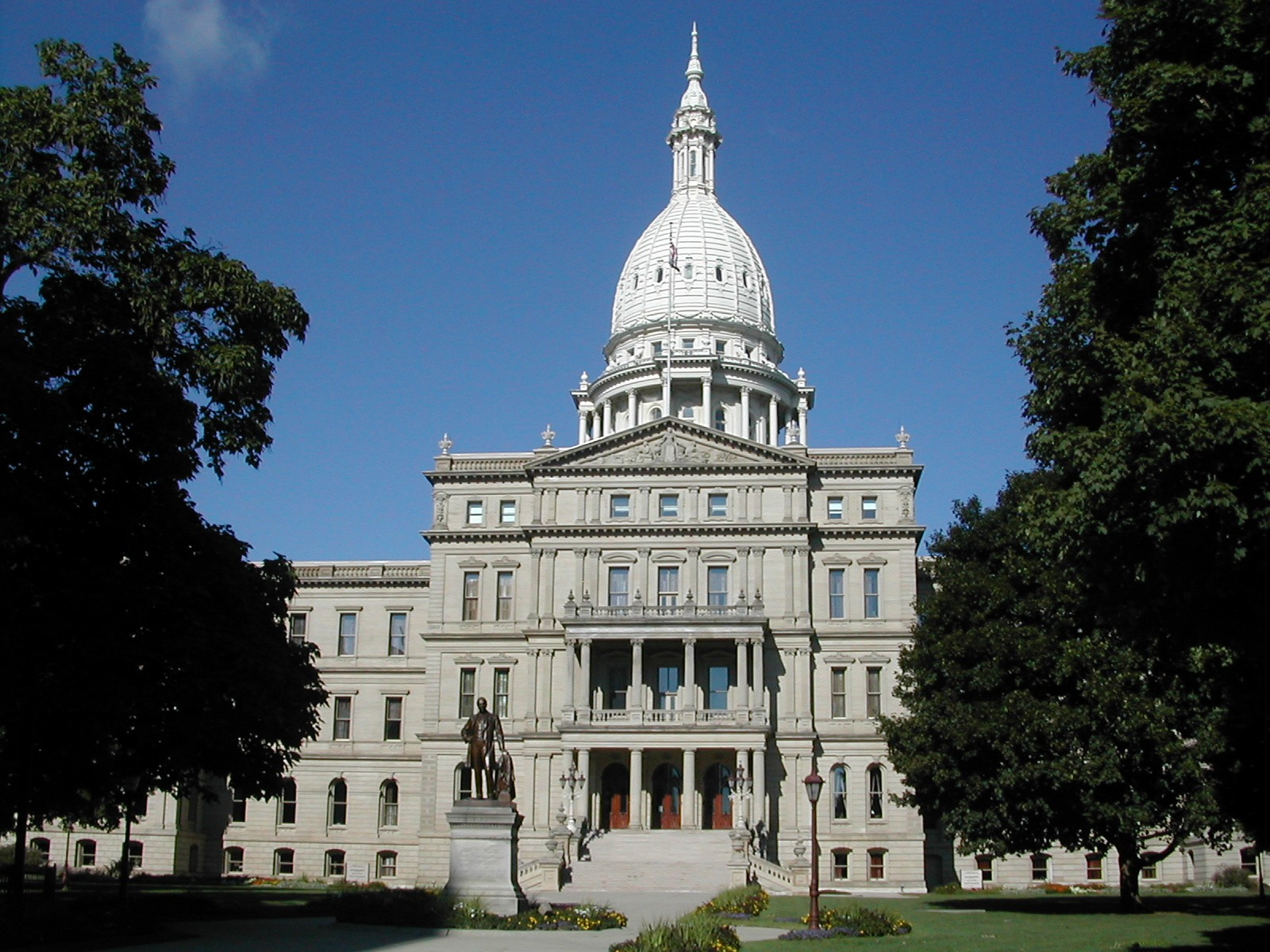
美國內戰時期的密西根州長奧斯丁·布萊爾（Austin Blair）位於州議會大廈前的雕像。

密西根州議會大廈入口處上方是以「密西根的崛起與進步」（The Rise and Progress of Michigan）為主題的裝飾。其圖案主角為一位名為密西根的北美原住民，她手持著一本書以及地球以獻給密西根州的人民，並許諾將密西根州帶往明亮的未來。在她的四周環繞著密西根州經濟的象徵，包括犁與豐收之角（Cornucopia）以及一頂代表農業的桂冠，其他的象徵標誌另代表運輸、礦業、以及伐木業。

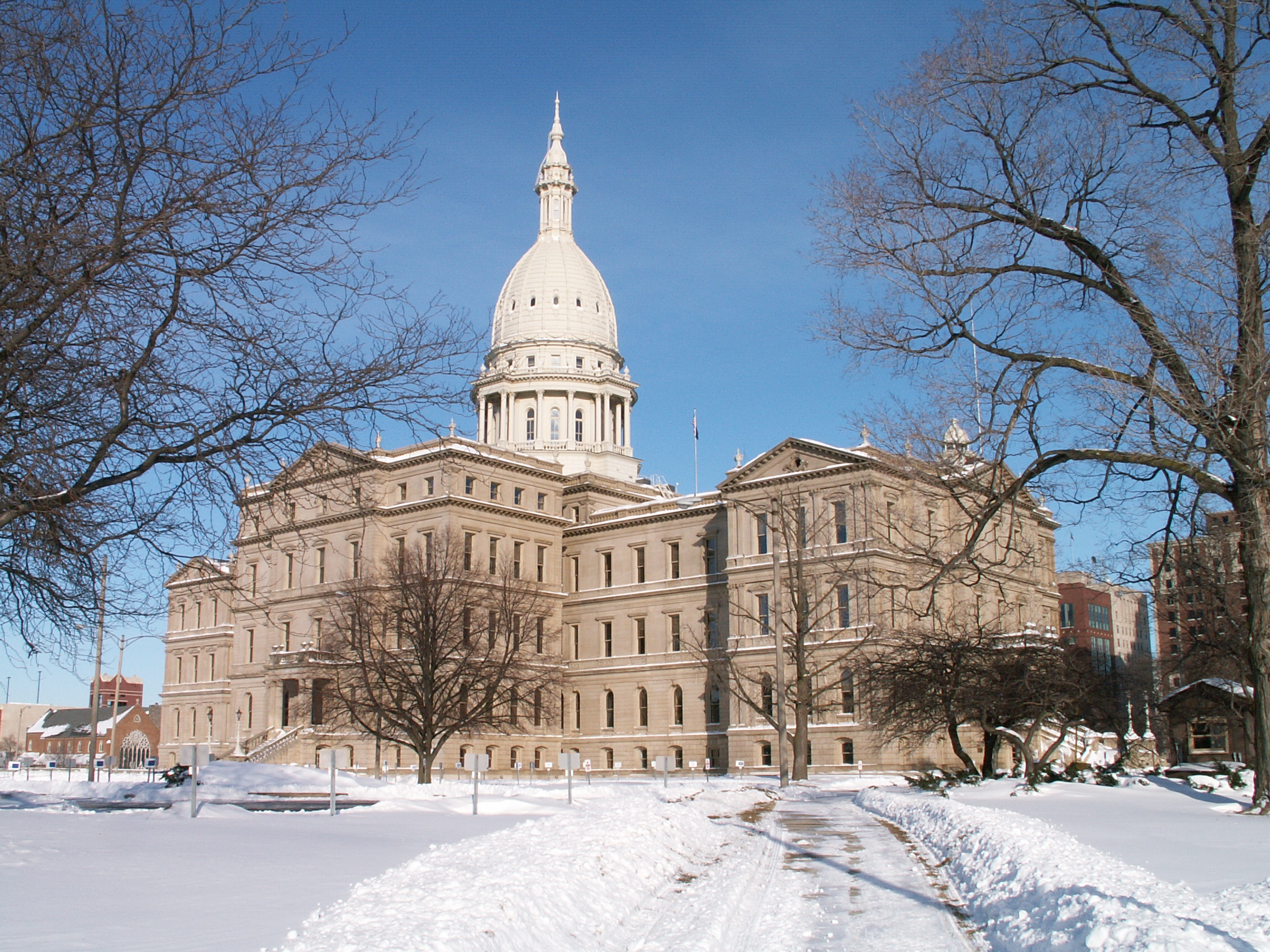
密西根州議會大廈

此建築的基石位於東北角（見前圖），上面刻有日期。基石的一面刻有“1872”代表著州議會大廈開工的年份，在另外一面則刻有“1878”代表著完工的年份。在1978年11月15日慶祝州議會大廈完工百年的典禮中，此基石被首次挖掘出土。在埋藏基石的當時，有許多文件與物品一起被埋藏起來，在經過了長久的埋藏之後，許多文件及物品已經遭受自然的損壞，不過少數當時的硬幣意外的被保存了下來。之後基石又被重新埋藏起來，在埋藏基石的當時，38件代表密西根州的歷史、人民、以及生活傳統的新物品也一起被埋藏起來。除了基石之外，另外一個重要的石碑是，這是在1924年設立以紀念美國內戰時的北方士兵的石碑。
在州議會大廈旁的林地內有著幾棵有名的樹：在建築物前方植有一棵代表密西根州樹的白松；在1984年時栽種了一棵紀念馬丁·路德·金的樹；議會大廈範圍內現存最老的樹是一棵在州議會大廈於1873年啟用時就存在的梓樹，這棵梓樹被美國森林協會鑑定為美國境內最大的現存梓樹。

## 外部連結
- Michigan State Capitol homepage（页面存档备份，存于）
- Virtual tour of the Capitol Building
- Travel guide to Michigan's Capitol
- Michigan's Civil War Flags (displayed in rotunda)*Michigan Government Television（页面存档备份，存于）
- Map of State Capitol building via MapQuest